# グラント・ホームズ
ハリソン・グラント・ホームズ（Harrison Grant Holmes, 1996年3月22日 - ）は、アメリカ合衆国サウスカロライナ州オリー郡コンウェイ出身のプロ野球選手（投手）。右投左打。MLBのアトランタ・ブレーブス所属。

## 経歴

### プロ入りとドジャース傘下時代
2014年のMLBドラフト1巡目（全体22位）でロサンゼルス・ドジャースから指名され、6月17日に契約金250万ドルで契約を結んだ。契約後、傘下のアリゾナリーグ・ドジャースでプロデビュー。7試合に登板して1勝2敗、防御率3.00の成績を収めた後、パイオニアリーグのルーキー級オグデン・ラプターズへ昇格した。
2015年はA級グレートレイクス・ルーンズでプレーし、24試合に先発登板して6勝4敗、防御率3.14、117奪三振を記録した。
2016年、ドジャース傘下ではA+級ランチョクカモンガ・クエークスでプレーした。

### アスレチックス傘下時代
2016年8月1日にリッチ・ヒル、ジョシュ・レディックのトレードで、ジャレル・コットン、フランキー・モンタスと共にオークランド・アスレチックスへ移籍した。移籍後は傘下のA+級ストックトン・ポーツへ配属され、移籍前を含めた2チーム合計で26試合（先発23試合）に登板して11勝7敗1セーブ、防御率4.63、124奪三振を記録した。
2017年はA+級ストックトン・ポーツでプレーし、移籍前を含めた29試合（先発24試合）に登板して11勝12敗、防御率4.49、150奪三振を記録した。
2018年は故障によりA+級ストックトンでの2試合の登板にとどまった。オフの11月20日にルール5ドラフトでの流出を防ぐために40人枠入りした 。
2019年は肩の痛みで1ヶ月以上欠場したが、AA級ミッドランドとAAA級ラスベガス・アビエイターズでプレーし、2チーム合計で23試合（先発17試合）に登板して6勝5敗、防御率3.23、81奪三振を記録した。
2020年は新型コロナウイルスの影響でマイナーリーグの試合が開催されず、メジャーにも昇格しなかったため、公式戦の登板は無かった。
2021年はAAA級ラスベガスでプレーし、36試合（先発7試合）に登板して1勝2敗、防御率8.01、71奪三振を記録した。
2022年4月1日にマイナー契約となった。シーズン開幕後はAAA級ラスベガスでプレーしていたが、7月28日に自由契約となった。

### ブレーブス時代
2022年8月13日にアトランタ・ブレーブスとマイナー契約を結んだ。移籍後は傘下のルーキー級フロリダ・コンプレックスリーグ・ブレーブスとA級ローム・ブレーブスでプレーし、移籍前を含めた3チーム合計で31試合（先発4試合）に登板して1勝3敗、防御率8.19、30奪三振を記録した。
2023年はAAA級グウィネット・ストライパーズでプレーし、50試合に登板して7勝3敗13セーブ、防御率3.54、74奪三振を記録した。オフの11月6日にFAとなったが、22日にブレーブスとマイナー契約で再契約した。 
2024年は開幕からAAA級グウィネットでプレーし、18試合に登板して3勝2敗4セーブ、防御率2.63、51奪三振を記録した。6月16日にメジャー契約を結んでアクティブ・ロースター入りすると、同日のタンパベイ・レイズ戦でメジャーデビューを果たし、3イニングを無失点に抑え、2奪三振を記録した。以降はそのまま降格することなく、26試合（先発7試合）に登板して2勝1敗、防御率3.56、70奪三振を記録した。

## 詳細情報

### 年度別投手成績
| 年 度    | 球 団    | 登 板 | 先 発 | 完 投 | 完 封 | 無 四 球 | 勝 利 | 敗 戦 | セ 丨 ブ | ホ 丨 ル ド | 勝 率 | 打 者 | 投 球 回 | 被 安 打 | 被 本 塁 打 | 与 四 球 | 敬 遠 | 与 死 球 | 奪 三 振 | 暴 投 | ボ 丨 ク | 失 点 | 自 責 点 | 防 御 率 | W H I P |
| -------- | -------- | ----- | ----- | ----- | ----- | -------- | ----- | ----- | -------- | ----------- | ----- | ----- | -------- | -------- | ----------- | -------- | ----- | -------- | -------- | ----- | -------- | ----- | -------- | -------- | ------- |
| 2024     | ATL      | 26    | 7     | 0     | 0     | 0        | 2     | 1     | 0        | 1           | .667  | 282   | 68.1     | 66       | 7           | 15       | 2     | 2        | 70       | 2     | 0        | 27    | 27       | 3.56     | 1.18    |
| MLB：1年 | MLB：1年 | 26    | 7     | 0     | 0     | 0        | 2     | 1     | 0        | 1           | .667  | 282   | 68.1     | 66       | 7           | 15       | 2     | 2        | 70       | 2     | 0        | 27    | 27       | 3.56     | 1.18    |

- 2024年度シーズン終了時

### 背番号
- 66（2024年 - ）